# Charles Knowlton
Charles Knowlton (10 de mayo de 1800-20 de febrero de 1850) fue un médico, y escritor estadounidense.

## Educación
Knowlton nació el 10 de mayo de 1800 en Templeton, Massachusetts. Sus padres eran Stephen y Comfort (de soltera, White) Knowlton; su abuelo Ezekiel Knowlton, fue capitán durante la revolución y un legislador estatal por largo tiempo. Knowlton asistió a escuelas locales, y luego en la New Salem Academy. A los 18 años, enseñó brevemente en la escuela Alstead, Nuevo Hampshire. Cuando era joven, Knowlton estaba extremadamente preocupado por su salud. Esto le llevó a pasar tiempo con Richard Stuart, un “manitas” en Winchendon que estaba experimentando con electricidad. Knowlton se casó con la hija de Stuart, Tabitha, y su condición se curó instantáneamente.
Knowlton estudió medicina con varios doctores de la zona, y asistió a dos periodos de “conferencias médicas” de catorce semanas en Dartmouth. Complementó su educación desenterrando y diseccionando cadáveres. Knowlton recibió su licencia en 1824, y se mudó a Hawley, Massachusetts para comenzar a ejercer, y luego pasó dos meses en la prisión del condado de Worcester por realizar disecciones ilegales.

## Materialismo moderno
Mientras estaba en la prisión, Knowlton formuló ideas que finalmente publicó como Elementos de Materialismo Moderno en 1829. El libro desafía el dualismo religioso de cuerpo y espíritu, y Knowlton presenta una teoría psicológica que ha sido descrita como “conductismo temprano”. Knowlton mudó a su familia a North Adams, Massachusetts en 1827, para estar más cerca de una imprenta. En el verano de 1829, tomó “una carga a caballo” de libros hasta la ciudad de Nueva York. No consiguió vender ninguno, pero probablemente visitó a librepensadores locales como Robert Dale Owen. Knowlton llamó a su segundo hijo Stephen Owen, por su padre y por su amigo. Knowlton estaba convencido de que Materialismo Moderno le haría tan famoso como John Locke, a quien cita en la portada.

## Fruits of Philosophy
En 1832, Knowlton trasladó su práctica médica y su familia a Ashfield, Massachusetts. Un año más tarde, el nuevo ministro de la ciudad, Mason Grosvenor, empezó una campaña contra “la infidelidad y el libertinaje”, apuntando a Knowlton como su fuente. Knowlton había escrito poco antes un libro titulado, The Fruits of Philosophy, or the Private Companion of Young Married People (Los frutos de la filosofía, o el compañero privado de los jóvenes casados) y se lo había estado mostrando a sus pacientes. Contenía un resumen de todo lo que entonces se conocía sobre la fisiología de la concepción, enumeraba varios métodos para tratar la infertilidad y la impotencia, y explicaba un método de control de natalidad que él mismo había desarrollado: lavar la vagina después del coito con ciertas soluciones químicas.
Knowlton fue procesado y multado en Taunton, Massachusetts por el libro. Abner Kneeland imprimió una segunda edición de Fruits of Philosophy en Boston en 1832, permitiendo una circulación más amplia que las pocas copias celosamente guardadas por Knowlton que había prestado a sus pacientes. Esto llevó al encarcelamiento de Knowlton a "trabajos forzados" en Cambridge durante tres meses, y fue un tema central en el juicio por blasfemia de Kneeland en 1838. El reverendo Grosvenor presentó una denuncia contra Knowlton en el Condado de Franklin, pero después de que dos jurados no lo condenaran, los cargos fueron sobreseídos. Grosvenor abandonó Ashfield, y se convirtió en agente general de la compañía de seguros Aetna.

## Vida posterior
Knowlton se convirtió en el principal médico rural del oeste de Massachusetts, con una “ronda” que cubría treinta ciudades. Contribuyó con varios artículos en el Boston Medical and Surgical Journal, así como para el periódico de pensamiento radical de Kneeland, el Boston Investigator. Knowlton era oficial de varias sociedades de pensamiento libre en Nueva York y Nueva Inglaterra, y fundó “Los Amigos de la Libertad Mental” en Greenfield en 1845. Además de afirmar el derecho de sus miembros de “indagar libremente sobre la verdad de todas las religiones que afirman ser una revelación de algún ser inteligente superior al hombre”, la constitución del grupo declaró que “los miembros femeninos de esta sociedad disfrutarán los mismos derechos y privilegios que los miembros masculinos”.
Knowlton murió el 20 de febrero de 1850. Veintisiete años más tarde, Charles Bradlaugh y Annie Besant publicaron en Londres el libro de Knowlton Fruits of Philosophy. El libro se había ido vendiendo moderadamente mientras tanto, pero la publicidad del juicio Bradlaugh-Besant lo convirtió en un éxito de ventas de la noche a la mañana. Su circulación aumentó de un promedio de 700 ejemplares por año a 125.000 en solo un año. Besant publicó después su propio manual de control de natalidad. El juicio, y el libro de Knowlton Fruits of Philosophy, se acreditan como el inicio del proceso de inversión del crecimiento de la población británica y popularizar la anticoncepción en Gran Bretaña y Estados Unidos.

## Libros
- Elementos de Materialismo Moderno (Adams, Mass: Oakey, 1829)
- Frutas de Filosofía (Reimpresión Bradlaugh-Besant, 1891) versión Html.